# فريال كريم
فريال كريم (13 أبريل 1938 - 4 يوليو 1988)، فنانة لبنانية متعددة المواهب. في الدرجة الأولى هي مونولجيست فكاهية واشتهرت بأدوارها الفكاهية وأغانيها الخفيفة القريبة من الناس. اشتغلت في المسرح والتلفزيون والسينما والإذاعة. بدأت الغناء قبل بلوغها السابعة من عمرها، كانت تردد أغنيات المطربة المصريّة ثريا حلمي على مسارح القاهرة. وهي اشتركت كطفلة في الفيلم المصري «سكّة السلامة». بدأت عملها المسرحي على مسرح دمشق ومن ثم تعرف إليها محمد شامل الذي أسند إليها العديد من الأدوار الإذاعية والتلفزيونية. من أشهر أدوارها «أم خبار» في المسلسل بنفس الاسم و«زمرد» في مسلسل الدنيا هيك. كان معروف عنها تفانيها للعمل الفني لدرجة أنها توفيت في 4 تموز 1988 على خشبة المسرح وهي تقوم بأخر عمل فني لها. متزوجة من الفنان والمخرج الإذاعي محمد كريم ولها ابنة فنانة تدعى منى كريم.

## أعمالها

### التمثيل
| السنة | العمل             | الدور              | ملاحظات         |
| ----- | ----------------- | ------------------ | --------------- |
| 196?  | كواكب             | خادمة صباح (مغنية) |                 |
| 1962  | أبو سليم الطبل    | أم نصرة            | مسلسل تليفزيوني |
| 1964  | 'عتاب             |                    |                 |
| 1965  | ليالي الشرق       |                    |                 |
| 1966  | سلطانة            |                    |                 |
| 1967  | يا صبر أيوب       | ست صافي            | مسلسل تلفزيوني  |
| 1967  | لهيب الجسد        |                    |                 |
| 1967  | مسحر رمضان        |                    | مسلسل تلفزيوني  |
| 1967  | كرم الهوى         |                    |                 |
| 1968  | فندق الأحلام      | ليلى               |                 |
| 1968  | الطريد            |                    |                 |
| 1968  | سيارة الجمعية     |                    |                 |
| 1969  | مختار السبع بحرات | أم صياح            | مسلسل تلفزيوني  |
| 1969  | شارع العز         | ياسمين             | مسلسل تلفزيوني  |
| 1971  | عالم الشهرة       |                    |                 |
| 1972  | جنون المراهقات    |                    |                 |
| 1973  | مسك وعنبر         |                    |                 |
| 1975  | باي باي يا حلوة   |                    |                 |
| 1975  | حلوة كتير         |                    | مسرحية          |
| 1975  | أستاذ أيوب        | أم أيوب            |                 |
| 1976  | الدنيا هيك        | زمرد               | مسلسل تلفزيوني  |
| 1983  | عيوق ورفقاتو      | نبيها              | مسلسل تلفزيوني  |
| 1986  | إبراهيم أفندي     | ناديا              | مسلسل تلفزيوني  |

### في المسرح
- طبيب بالرغم منه
- وراء البرافان
- الدكتور شوشو
- الحق عالطليان
- واو وسين
- مسرحية وادي شمسين من إلياس الرحباني وباسكال صقر

### في السينما
- عالم الشهرة (1985)
- الأستاذ أيوب (1975)
- مسك وعنبر (1973)
- لهيب الجسد (1967)
- كرم الهوى (1967)
- سلطانة (1965)
- الضياع (1961)
- شهر العسل (1945)
- سكة السلامة (1948)

### في التلفزيون
- أم خبار
- بيروت بالليل
- شارع العز
- يا مدير
- الدنيا هيك
- 9. اللص الظريق
- الأبواب السبعة
- المليونير
- البوسطة
- إنسى همومك
- سيارة الجمعية
- حكمت المحكمة

### في الإذاعة
- اسكتشات فكاهية

### الأغاني
- خبي ابنك يا حجة
- خدلي ايدي
- العب كاراتيه
- بتذكر حد الشط
- برّات البيت عاملي عنتر
- يا أسمر يا كحيل العين
- خدلي إيدي
- عم بزعلني للو

## روابط خارجية
- فريال كريم على موقع IMDb (الإنجليزية)
- فريال كريم على موقع قاعدة بيانات الأفلام العربية
- فريال كريم على موقع ميوزك برينز (الإنجليزية)
- فريال كريم على موقع ديسكوغز (الإنجليزية)